# Grezzo

Grezzo (株式会社グレッゾ Kabushiki-Gaisha Gurezzo) es una empresa japonesa de desarrollo de videojuegos. Se fundó en diciembre de 2006. En abril de 2007 tomó su presidencia Koichi Ishii, conocido por su trabajo en la serie de videojuegos Seiken Densetsu para Square Enix. 
Grezzo desarrolló Line Attack Heroes para Wii, The Legend of Zelda: Ocarina of Time 3D y The Legend of Zelda: Majora's Mask 3D ambos para Nintendo 3DS y en 2019 The Legend of Zelda: Link's Awakening para Nintendo Switch, donde además, se ha añadido la capacidad de poder crear tus propias mazmorras y la compatibilidad con Amiibo.

## Juegos publicados por Nintendo
| Título de Juegos                                       | Distribuidor                      | Sistema de Consolas | Año de lanzamiento | Japón | América | Europa | Detalles adicionales                                                  |
| ------------------------------------------------------ | --------------------------------- | ------------------- | ------------------ | ----- | ------- | ------ | --------------------------------------------------------------------- |
| Line Attack Heroes                                     | Nintendo                          | WiiWare             | 2010               | Sí    | No      | No     |                                                                       |
| The Legend of Zelda: Ocarina of Time 3D                | Nintendo                          | Nintendo 3DS        | 2011               | Sí    | Sí      | Sí     | Remake de N64                                                         |
| The Legend of Zelda: Four Swords - Anniversary Edition | Nintendo                          | DSiWare             | 2011               | Sí    | Sí      | Sí     | Port de GBA                                                           |
| Jardín Mii                                             | Nintendo                          | Nintendo 3DS        | 2013               | Sí    | Sí      | Sí     | Cooperación en el desarrollo.                                         |
| The Legend of Legacy                                   | FuRyu                             | Nintendo 3DS        | 2015               | Sí    | Sí      | Sí     | Cooperación en el desarrollo junto a Castle Call                      |
| The Legend of Zelda: Majora's Mask 3D                  | Nintendo                          | Nintendo 3DS        | 2015               | Sí    | Sí      | Sí     | Remake de N64                                                         |
| The Legend of Zelda: Tri Force Heroes                  | Nintendo                          | Nintendo 3DS        | 2015               | Sí    | Sí      | Sí     | Cooperación en el desarrollo junto a Nintendo EPD y 1-UP Studio, Inc. |
| The Alliance Alive                                     | FuRyu (Japón)Atlus (Mundialmente) | Nintendo 3DS        | 2017               | Sí    | Sí      | Sí     | Cooperación en el desarrollo junto a Castle Call                      |
| Ever Oasis                                             | Nintendo                          | Nintendo 3DS        | 2017               | Sí    | Sí      | Sí     |                                                                       |
| Luigi's Mansion                                        | Nintendo                          | Nintendo 3DS        | 2018               | Sí    | Sí      | Sí     | Remake de Nintendo GameCube                                           |
| The Legend of Zelda: Link's Awakening                  | Nintendo                          | Nintendo Switch     | 2019               | Sí    | Sí      | Sí     | Remake de Game Boy                                                    |
| Miitopia                                               | Nintendo                          | Nintendo Switch     | 2021               | Sí    | Sí      | Sí     | Port de Nintendo 3DS                                                  |
| Jet Dragon                                             | Greezo                            | iOS, MacOS          | 2023               | Sí    | Sí      | Sí     |                                                                       |
| The Legend of Zelda: Echoes of Wisdom                  | Nintendo                          | Nintendo Switch     | 2024               | Sí    | Sí      | Sí     | Cooperación en el desarrollo junto a Nintendo EPD                     |